# Erwin Dressel
Erwin Dressel (Berlín, 10 de juny de 1909 - Berlin, desembre de 1972) fou un compositor i pianista alemany.
Després de l'èxit de la seva música per Much Ado About Nothing de Shakespeare, Dressel va escriure moltes òperes per la Deutsche Staatsoper. També va fer arranjaments per la ràdio, va fer concerts com a pianista i va escriure música orquestral, incloses quatre simfonies; així com concerts per a diversos instruments (inclòs un per a dos saxòfons).

## Selecció d'obres
Òpera
- Armer Columbus, opera, Op.23 (1927); libretto per Arthur Zweiniger
- Der Bär, burlesque opera in 1 act; libretto per Robert Wolfgang Schnell
- Der Kuchentanz, tragic opera in 3 acts (1927–1928); libretto per Arthur Zweiniger
- Die Laune des Verliebten, lyric opera in 1 act; libretto per Johann Wolfgang von Goethe
- Der Rosenbusch der Maria, Legend in 4 scenes (1929); libretto per Arthur Zweiniger
- Das Urteil von Zalamea, opera in 3 acts, 6 scenes, Op.50; after Lope de Vega and Arthur Zweiniger
- Die Zwillingsesel, opera in 3 acts; libretto per Arthur Zweiniger

Orquestral
- Abendmusik per a orquestra de cambra, Op.33
- Balladesker Marsch
- Capriccio ritmico
- Caprice fantastique
- Cassation
- Deutsche Märchen-Suite per a orquestra de cambra, Op.36
- Französische Ouvertüre
- Heitere Begegnungen
- Ouverture zu einem Märchenspiel, Op.47
- Rondoburleske
- Serenade II in E♭ major for string orchestra
- Symphony in D♭ major

Concertante
- Concerto for alto saxophone and orchestra
- Concerto for oboe, clarinet, bassoon and orchestra
- Concerto for saxophone and orchestra, Op.27
- Duo-Konzert (Double Concerto) for soprano and alto saxophones and chamber orchestra

Música de cambra
- Bagatellen (Bagatelles) for saxophone and piano
- Canto variato for cello and piano
- Partita for alto saxophone (or clarinet, or viola) and piano (1965)
- Sonata for alto saxophone and piano, Op.26
- String Quartet (1928)
- Suite for violin and piano
- Trio miniature for clarinet, horn and bassoon

Piano
- Piano Sonata
- Zehn Klavierstücke (10 Piano Pieces)

Vocal
- Von allerlei Tieren ein lustig Musizieren, Song Cycle for voice and piano, Op.39